# De dödas stad

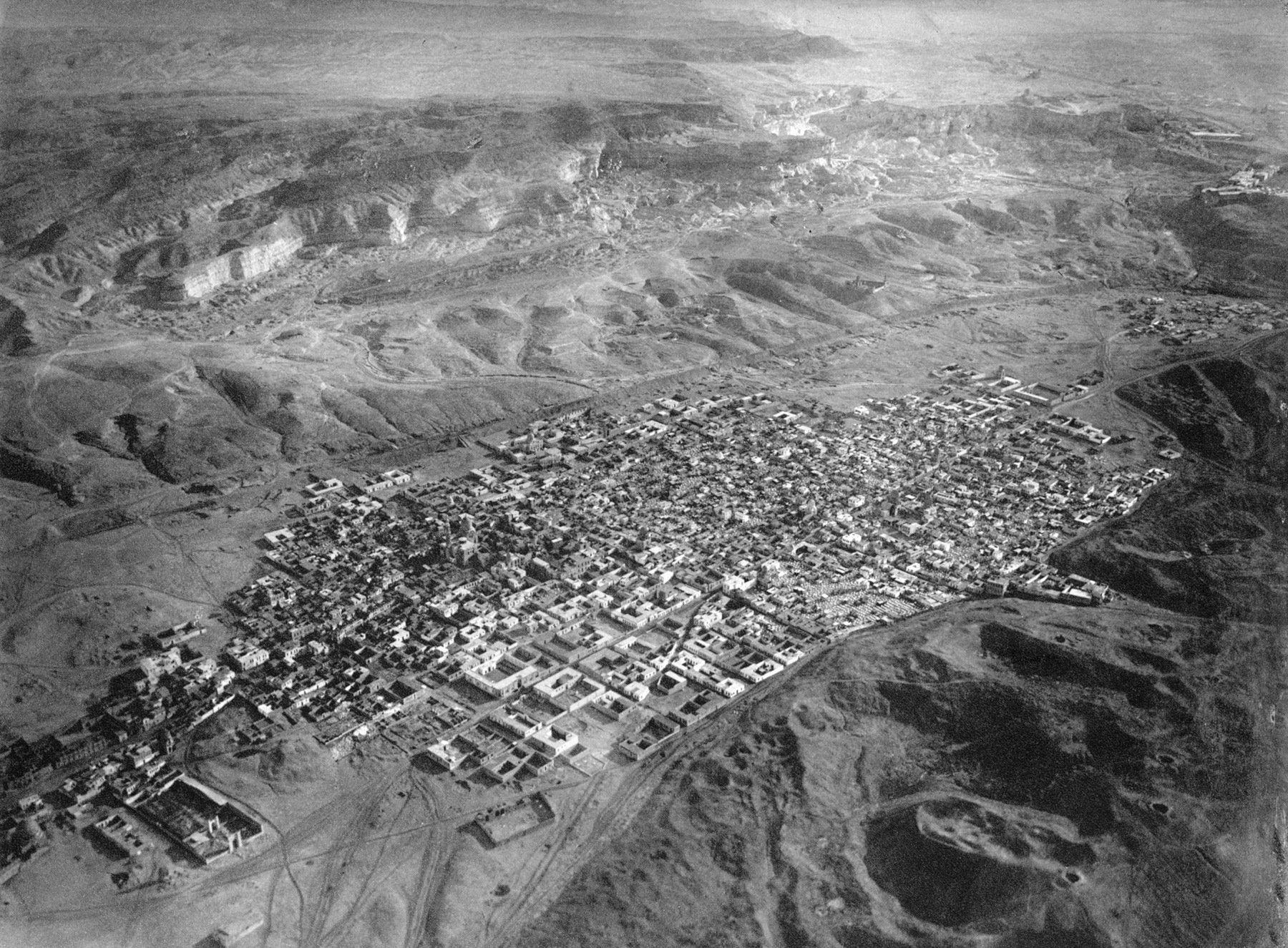
De dödas stad, Kairos Nekropol, bilden tagen 1904 av Eduard Spelterini.

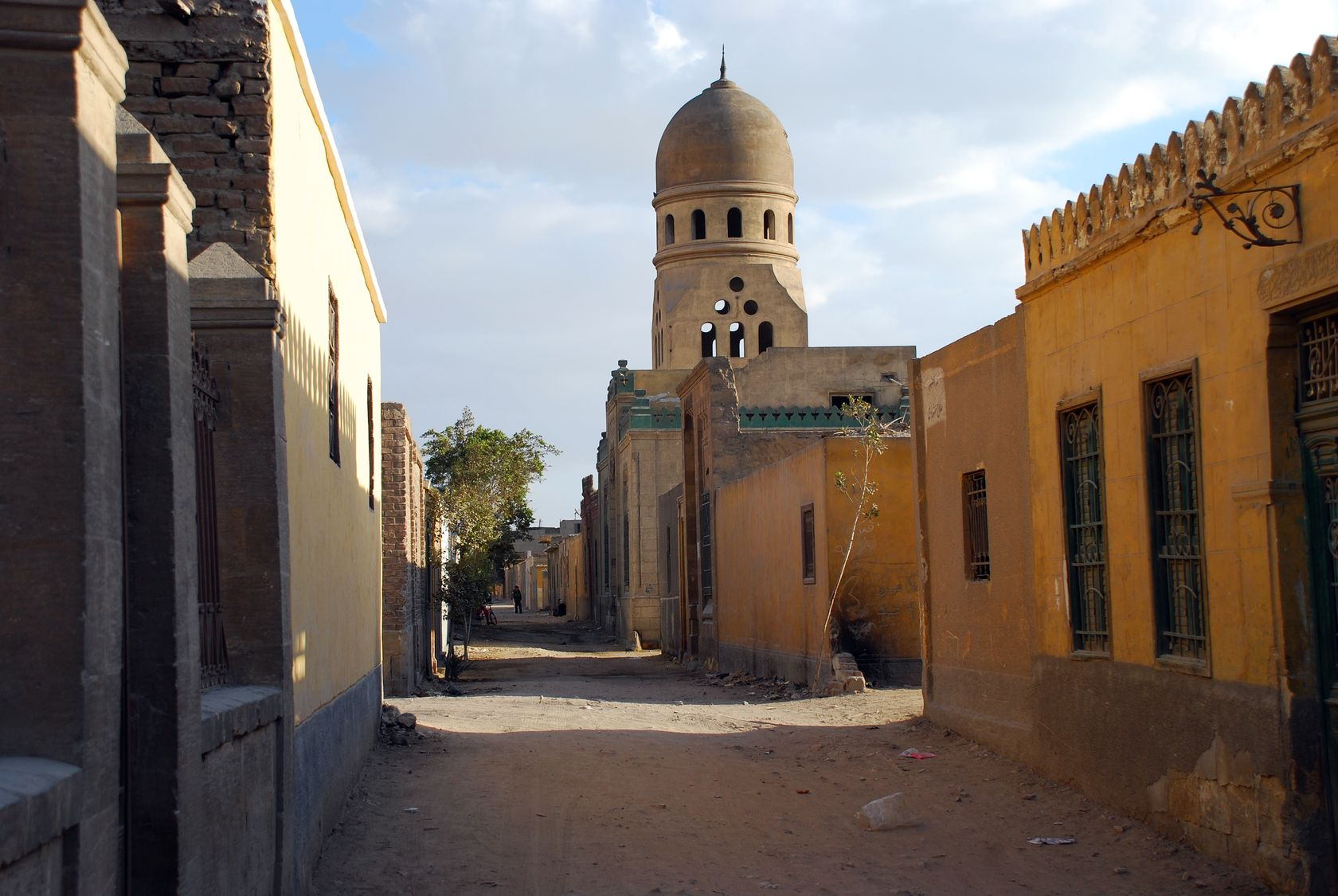
Gator med gravar i södra delen av De dödas stad

De dödas stad (Medinat El Moutah arabiska: مدينة الموتي), är en stadsdel i distriktet (kism) Al-Khalifa samt en arabisk nekropol och gravplats som ligger nedanför Mokattamberget i sydöstra Kairo, Egypten. Kairoborna och de flesta egypter kallar det el-arafa (på svenska gravplats). Området är cirka 6 km långt i ett rutnät av gravar och mausoleum byggnader, där folk lever och bor bland de döda. Vissa bor där för att vara nära sina anhöriga, andra för att de tvingades söka nya bostäder då centrala Kairo renoverades under president Nasser med början på 1950-talet. Ytterligare andra flyttade in till Kairo från landsorten för att söka arbeta och utan att hitta någon annan bostad. De fattigaste lever i stadens slum eller i närbelägna Manshiyat naser, också känt som Sopstaden (Garbage City), ett centrum för sopåtervinning och återanvändning bland befolkningen som benämns Zabbaleen.

## Historia
Området etablerades i samband med grundandet av den forntida staden Fustat, huvudstaden som grundades av Amr ibn al-As efter den muslimska erövringen av Egypten 642 f.Kr. Amr ibn al-As anlade sin familjegrav vid foten av Mokattamberget och andra begravde sina döda inom sina bostadsområden. Området har varit bebott sedan de första århundradena efter erövringen; dess första innevånare bestod av vårdare av de mer välbärgades gravar och annan personal med ansvar för begravningsceremonier och tjänster.